# Plan incliné (chemin de fer)

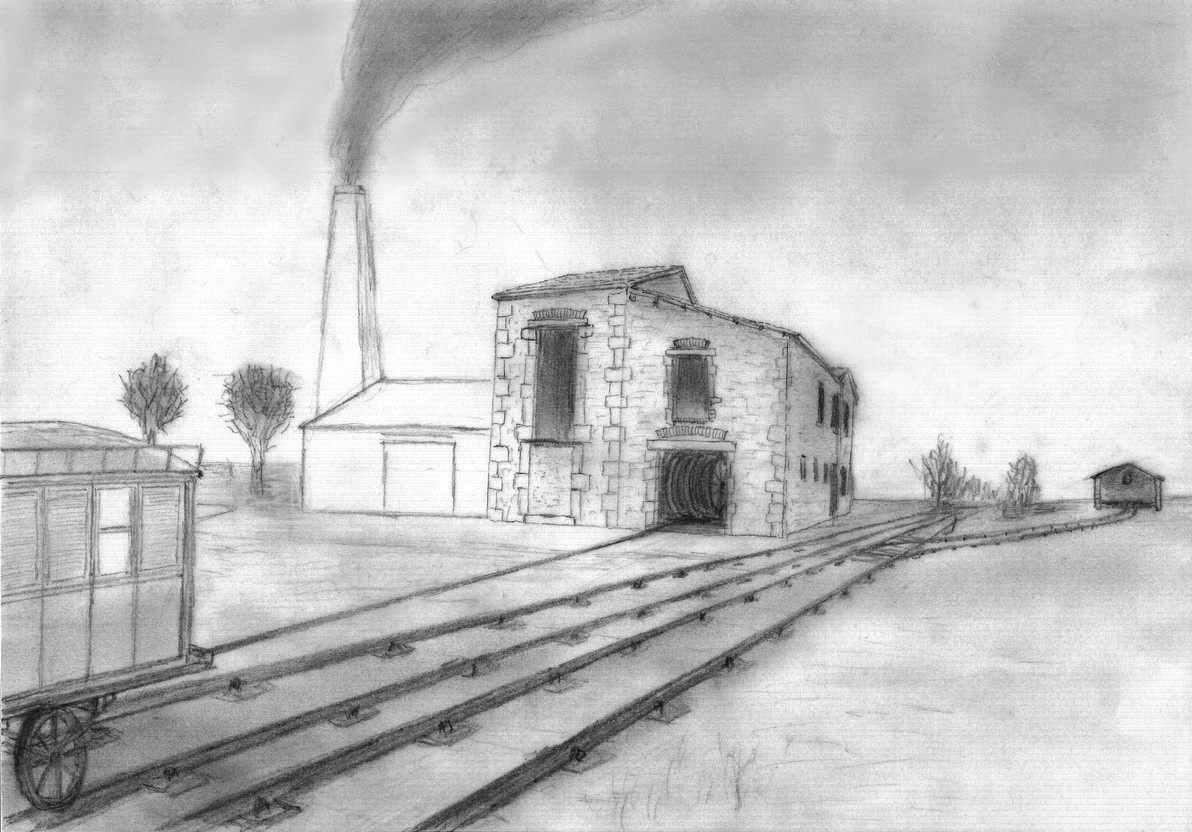
Représentation du plan incliné funiculaire de Biesse dans le département de la Loire (France).

À l’origine, au début du XIXe siècle, le chemin de fer était considéré comme un auxiliaire de l’industrie minière permettant le transport de la houille, d'abord à l'intérieur du carreau de mine, puis aussi de la mine vers un canal ou une rivière navigable. Par suite, sa construction rudimentaire s’apparentait davantage à une voie routière épousant au plus près le relief traversé qu’à une ligne ferroviaire au sens moderne (ouvrages d’art pour s’affranchir des vallées et des montagnes, courbes de large rayon pour faciliter la vitesse, déclivité de 15 ‰  maximum compte tenu de la puissance acquise par le développement des locomotives au long du XIXe siècle).
Aussi, dès lors que la traction hippomobile (parfois même des bœufs) et que la technique balbutiante de la locomotive à vapeur ne permettaient pas d’envisager la traction d’un convoi de wagons sur une forte rampe, on installa des plans inclinés pour permettre à un tel convoi de franchir les pentes les plus prononcées (à l’origine, on considérait que la traction par locomotive à vapeur ne pouvait pas, compte tenu de sa faible puissance et des questionnements de l'adhérence roue-rail, permettre le franchissement d’une pente supérieure à 5 ‰). 
Le plan incliné est une transposition au monde ferroviaire d’une technique employée, à l’époque, sur les canaux, dans les carrières et les mines.

## Description
E. Biot dans son ouvrage classait « les différents moteurs employés sur les chemins de fer » entre :
- « 1°) les chevaux,
- 2°) la force de la pesanteur,
- 3°) les machines fixes,
- 4°) les machines mobiles ou locomotives. »

Le plan incliné constitue l'ancêtre des funiculaires modernes. Il est employé sur les premières lignes de chemin de fer pour permettre le remorquage, dans une pente, de wagons à l'aide de la traction par un câble (ou cordage dans les premières versions). Le convoi arrive par ses propres moyens (cheval, locomotive à vapeur) à la station inférieure et poursuit son parcours par ses propres moyens au-delà de la station supérieure. 
Un plan incliné pouvait être actionné selon deux méthodes :
- la gravité (parfois aussi dénommée selon la terminologie en usage à l’époque « plan automoteur »[4]) ; un convoi descendant entraîne un convoi montant. Cette méthode peut être employée aussi bien lorsque les deux convois parcourent la même pente dans des sens opposés (mouvement alternatif) que lorsque les deux convois parcourent deux pentes successives et de sens opposés (mouvement de va-et-vient)[5] ;
- une machine à vapeur fixe (parfois aussi dénommée selon la terminologie en usage à l’époque « machine stationnaire ») ; généralement placée au sommet de la pente, la machine à vapeur entraine un tambour sur lequel s’enroule le câble auquel a été accroché le convoi pour gravir la rampe.

Le plan incliné n’est pas toujours rectiligne ; il peut exister des courbes.
Dans un plan automoteur, les deux convois sont rendus solidaires du même câble qui passe sur une poulie placée au sommet du plan incliné. Le plan incliné peut être à voie unique, qui se dédouble à mi-parcours pour permettre le croisement des deux convois, ou à double voie. Le câble est situé au milieu de la voie et se déplace sur des poulies fixées entre les rails. Dans les courbes, les poulies entre les rails sont légèrement inclinés afin de maintenir le câble en position médiane. Un serre-frein se tient sur chaque convoi prêt à manœuvrer un frein pour ralentir la vitesse. Le service du plan incliné est assuré par du personnel chargé de l’accrochage et du décrochage du convoi sur le câble, des serre-freins, un homme chargé de transmettre l’ordre de départ à la station supérieure au moyen soit d’une cloche soit d’un télégraphe manuel.
Dans le cas d’une machine à vapeur fixe, le câble se trouve dans une position similaire au cas précédent. La machine fixe peut servir à la descente le convoi en régulant la rotation du tambour évitant ainsi que le convoi ne prenne trop de vitesse.
Dans son ouvrage, E. Biot précise « Les chariots remontés par la machine sont tirés directement vers le tambour de rotation où s’enroule le câble. Il importe qu’ils puissent être détachés promptement et facilement lorsqu’ils sont arrivés au sommet ; sans quoi ils seraient entraînés sous le tambour, qu’ils briseraient en se brisant eux-mêmes. Cet objet est rempli par une espèce de pince en fer qui se fixe au premier wagon, et avec laquelle l’homme, placé à l’avant de ce chariot, saisit le câble au moment du départ. Tant qu’il tient la pince fermée par la pression de sa main, le câble reste accroché ; dès qu’il arrive au sommet, sur la partie plate, il lâche prise, le câble s’en va seul, et les chariots, entraînés simplement par la vitesse acquise, suivent sans difficulté le prolongement de la voie qui passe à côté du tambour. »
De même, « Si donc, dans le tracé d’un chemin de fer, il se rencontre une hauteur à deux versants opposés, au lieu de la percer par un souterrain, on pourra placer au sommet une machine stationnaire qui descendra d’un côté les chariots qu’elle aura remontée de l’autre, et réciproquement. Si même le transport est considérable, on pourra, en supposant la machine d’une force suffisante, répartir son effort entre deux tambours correspondants chacun à un versant, de sorte qu’au même instant elle pourra remonter un convoi et en descendre un autre. »
Les plans inclinés n’étaient pas sans inconvénients, les principaux étant la rupture du câble (fait de corde ou de fil de fer) et les frottements sur les poulies sources de résistance à l’avancement. Pour y remédier on développa la technique du chemin de fer atmosphérique qui fut une impasse technologique.
L’un comme l’autre, plan incliné ou chemin de fer atmosphérique, furent très vite supplantés par la locomotive à vapeur dont les perfectionnements rapides autoriseront le franchissement de rampe à forte déclivité.
Sur certaines lignes, les anciens plans inclinés ont été remplacés par une déclivité plus faible, parfois au prix d'un détour comme à Montceau (Côte-d'Or). D'autres ont simplement perdu leur équipement (machine fixe et câble) et cette portion de ligne fut utilisée par des locomotives classiques (exemple : les anciens plans inclinés de Liège)

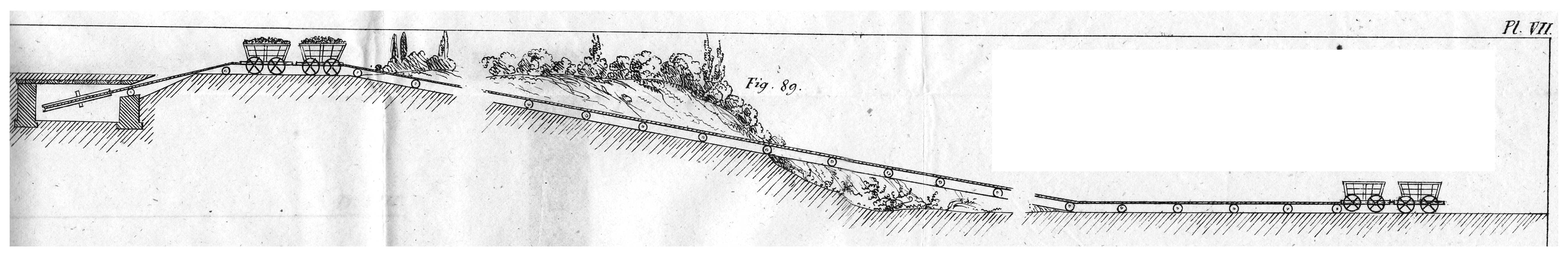
Plan incliné automoteur (principe).
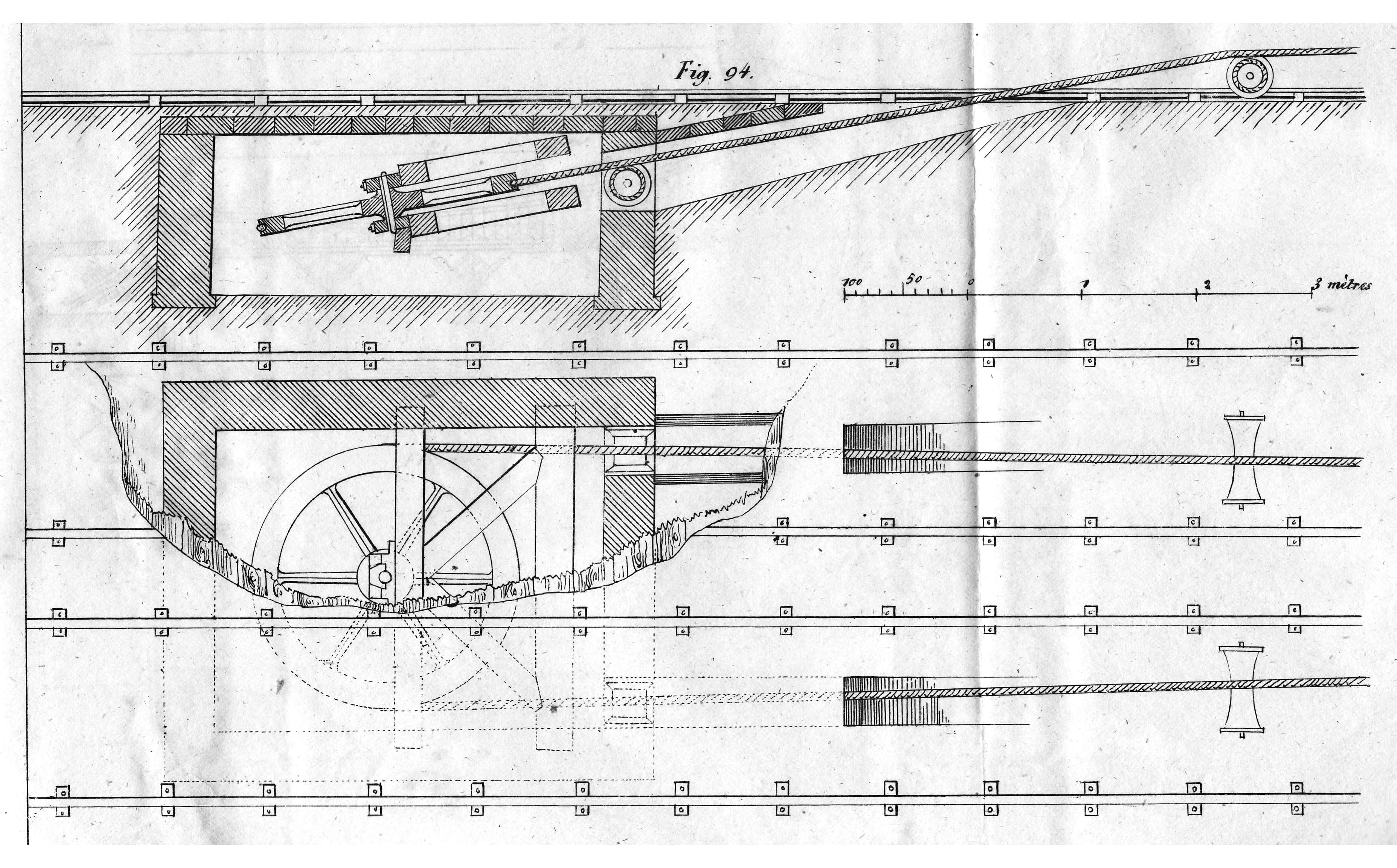
Plan incliné automoteur (détail du système de poulie à la station supérieure).
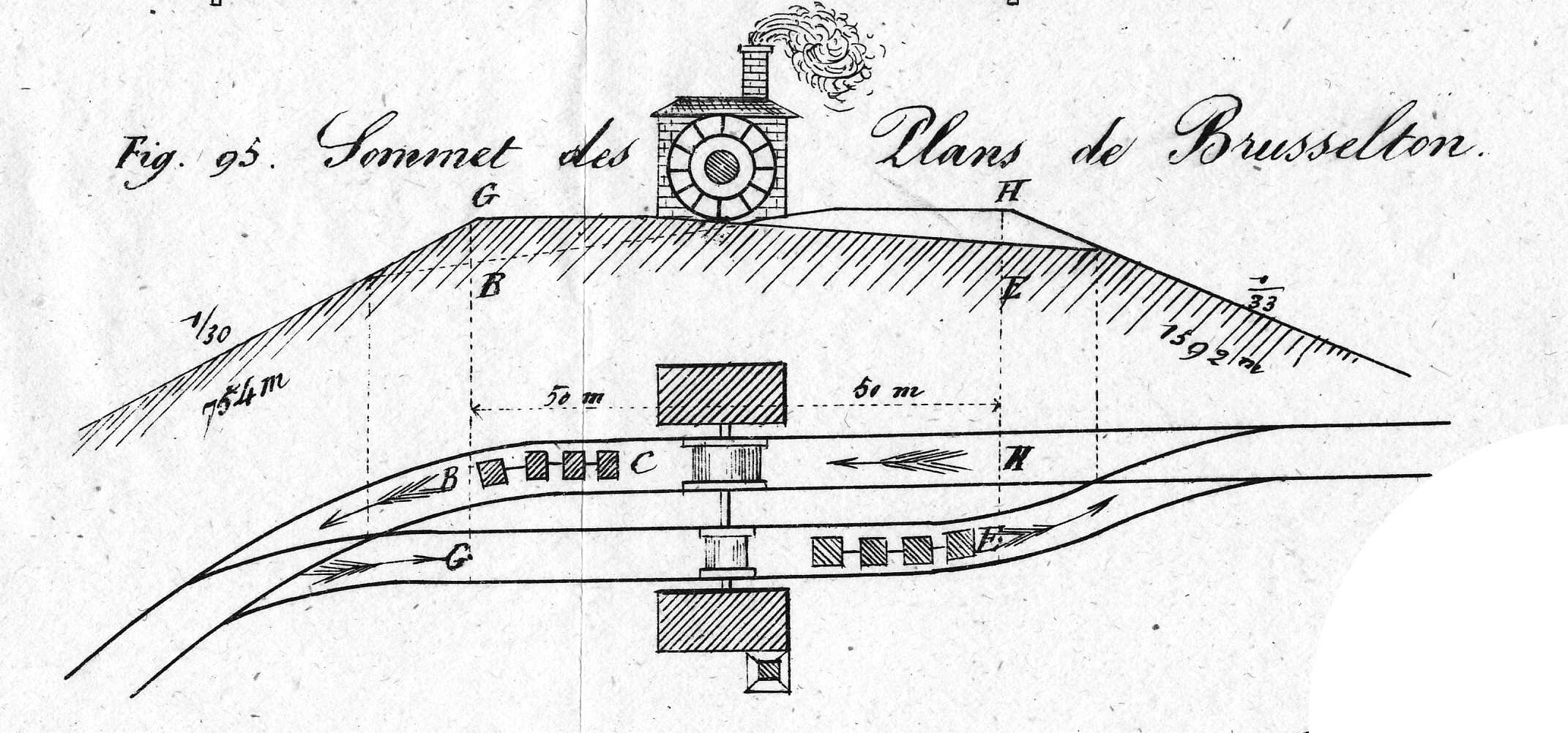
Vue du plan incliné de Brusselton actionné par une machine à vapeur (ligne Stockton-Darlington) (les convois, au sommet de la première rampe, sont décrochés de la corde puis poussés sous l'un des tambours et à nouveau accrochés à une autre corde pour franchir la seconde rampe).
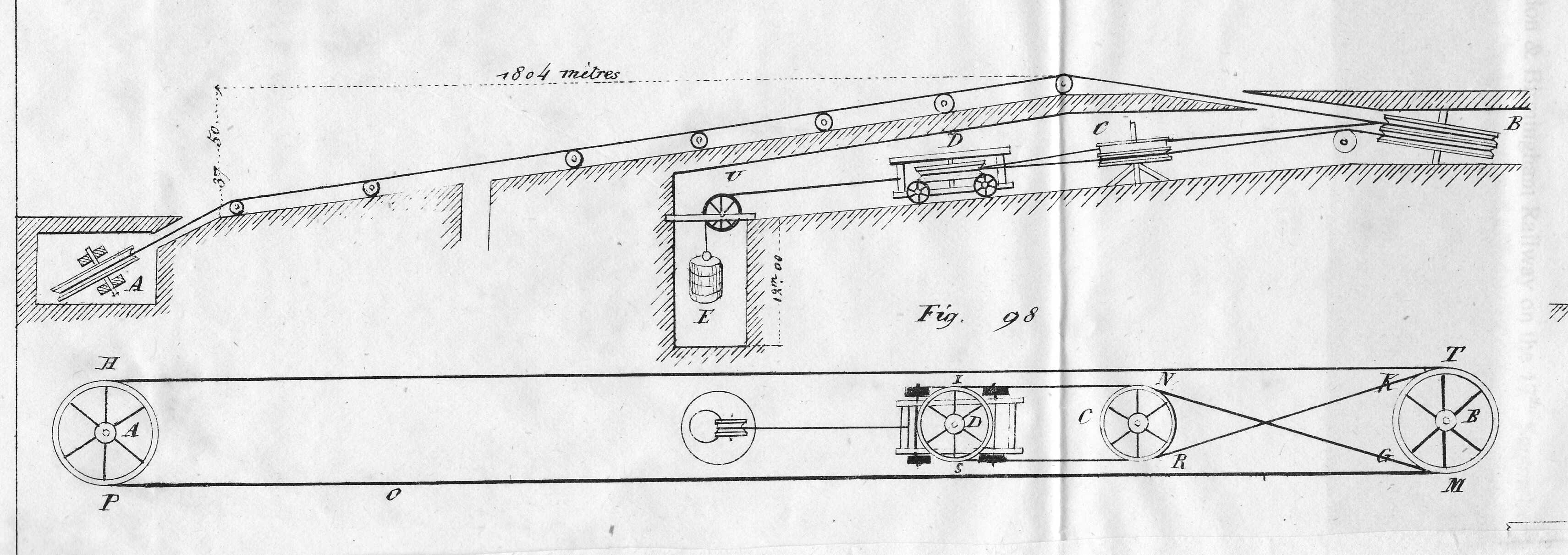
Système de poulie du plan incliné de Liverpool (grand tunnel) actionné par une machine à vapeur (ligne Liverpool-Manchester) (Une machine à vapeur, au sommet du plan, fait tourner la poulie B au moyen d’engrenages coniques).